# Chiesa di Santa Teresa (Lecce)
La chiesa di Santa Teresa è una chiesa barocca del Centro storico di Lecce. Insieme all'attiguo convento dei Carmelitani Scalzi, fu fondata nel 1620.

## Storia
La chiesa venne realizzata da Giuseppe Zimbalo (anche se sicuramente no, perché nato il 1620, lo stesso dell'inizio della costruzione) e richiama un'altra costruzione del maestro leccese, la chiesa dell'Annunziata di Galugnano. Sorge sull'area occupata da due antiche cappelle dedicate a san Nicola e a santa Venera. Fu ultimata nel 1630.
Dopo la soppressione dell'ordine avvenuta nel 1807, il convento divenne sede della caserma dei Carabinieri (1831) e successivamente di una scuola. La chiesa venne invece trasformata in deposito di tabacco. Nel 1831 vi si stabilì l'arciconfraternita del SS. Crocifisso e del Gonfalone che provvide a restaurarla.

## Descrizione

### Esterno
La facciata, rimasta incompiuta, si articola in due ordini ed è caratterizzata da un interessante impegno volumetrico esaltato dall'esuberanza decorativa delle colonne corinzie e dei festoni.
L'ordine inferiore è scandito da colonne a fusto scanalato e da due nicchie che ospitano le statue in pietra di san Giovanni Battista e di san Giovanni Evangelista. Il portale d'ingresso è sormontato dallo stemma dell'Arciconfraternita del Crocifisso. L'ordine superiore, privo del fastigio di coronamento, presenta un ampio finestrone e decorazioni a composizioni floreali che richiamano il prospetto della Chiesa del Rosario.

### Interno
L'interno, a navata unica e a croce latina, presenta un breve transetto e profonde cappelle aperte ai lati della navata. Quest'ultima possiede una copertura a volta lunettata, mentre le cappelle sono coperte da una cupoletta ovale.
Tre altari per lato arricchiscono il patrimonio artistico dell'edificio. Sul lato sinistro della navata si susseguono gli altari dei santi Medici, di santa Venera e di santa Teresa d'Avila. Sulla parete destra sono addossati gli altari dell'Immacolata, della Dormitio (con affresco del XVI secolo) e del Crocifisso.
Il transetto ospita nel braccio destro le tele di Sant'Anna, de L'Adorazione dei Magi, di San Giovanni Battista e di Sant'Antonio da Padova; in quello sinistro quelle de L'Adorazione dei Pastori, di Giuditta col capo di Oloferne e di Salomè con il capo del Battista.
Nel presbiterio, dietro l'altare maggiore in marmo commissionato nell'Ottocento dall'arciconfraternita del Crocifisso, è collocato l'antico coro ligneo. Sulle pareti sono posizionate varie tele, tra le quali l'Annunciazione della Vergine, il Riposo in Egitto e la pala centrale della Vergine col Bambino e Santi.
Sulla porta d'ingresso troneggia una gigantesca statua in cartapesta di sant'Oronzo, opera realizzata nel 1869 dall'artista leccese Achille De Lucrezi.

## Galleria d'immagini

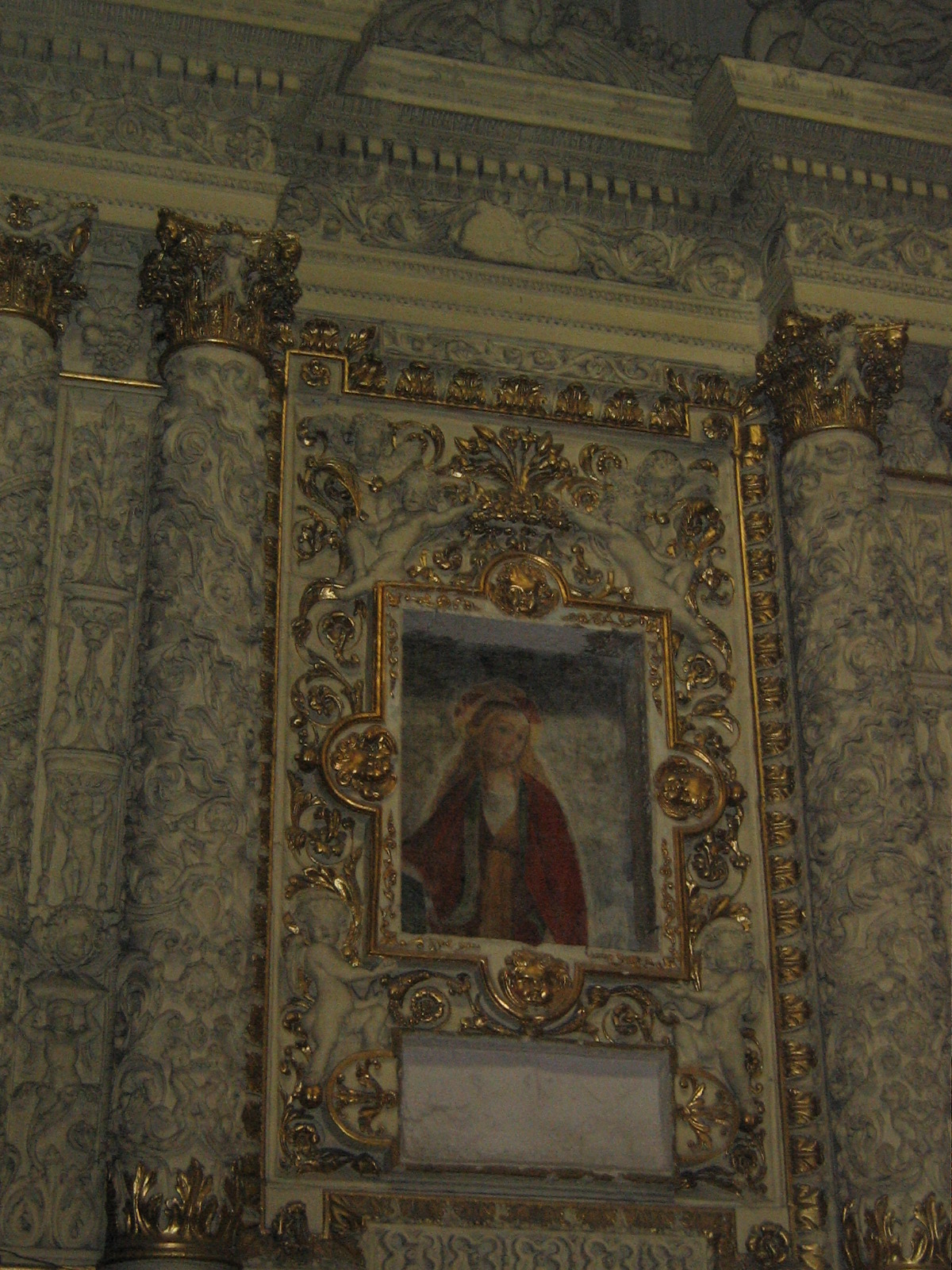
Altare di Santa Venera
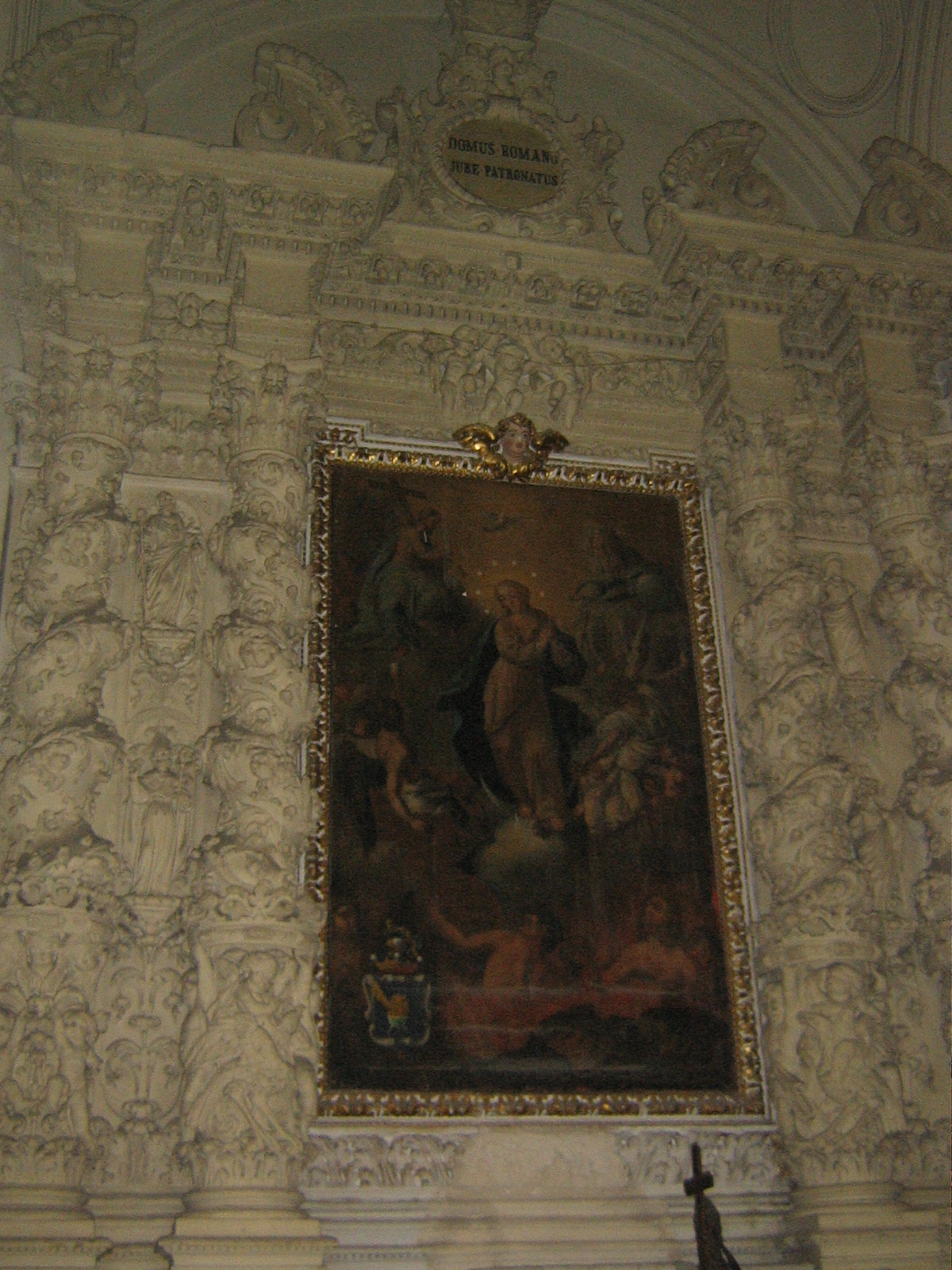
Altare dell'Immacolata
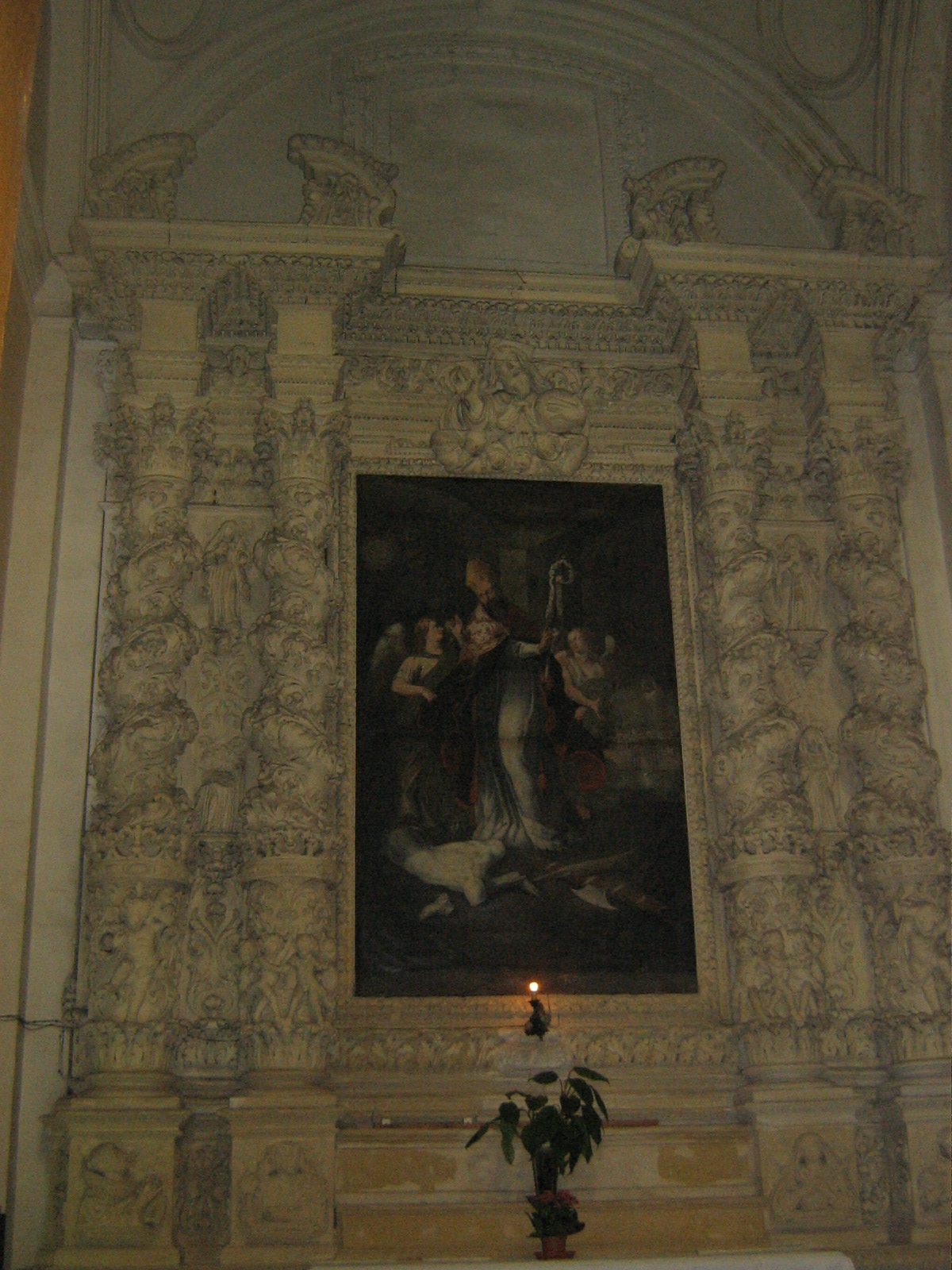
Altare di Sant'Oronzo